# Vera & Greta - Måttet är rågat
|  | Denne artikel er oprettet af botten PalnaBot ud fra en ekstern database. Den kan derfor have sproglige fejl eller mangler. Denne skabelon kan fjernes efter kontrol af indholdet. |

Vera & Greta - Måttet är rågat er en animationsfilm instrueret af Lena Edselius, Hans Nerdell efter manuskript af Lena Edselius.

## Handling
Vad gör man när man har fastnat i ett interssant samtal med någon som fullständigt tråkar ut en? Vera och Greta möts på gatan och sladdrar bort en stund. Greta känner till allt om alla och gnäller på det mesta, men i dag är hon nog extra ansträngande...en liten animerad berättelse ur livet om hur man hanterar vardagliga trivialiteter.